# Plumularia mula
Plumularia mula är en nässeldjursart som beskrevs av Totton 1935. Plumularia mula ingår i släktet Plumularia och familjen Plumulariidae. Inga underarter finns listade i Catalogue of Life.